# تشارلز فيري
تشارلز فيري هو مصرفي وسياسي فرنسي، ولد في 23 مايو 1834 في سينت ديه دي فوج في فرنسا، وتوفي في 21 يوليو 1909 في باريس في فرنسا. نشط حزبياً في Republican Federation ‏.

## مناصب
- انتخب General councillor of Vosges ‏ (1880 – 1904).
- انتخب محافظ.
- انتخب  (20 أغسطس 1893 – 31 مايو 1902).
- انتخب  (29 أبريل 1888 – 3 يناير 1891).
- انتخب  (21 أغسطس 1881 – 14 أكتوبر 1885).